# House of Prince

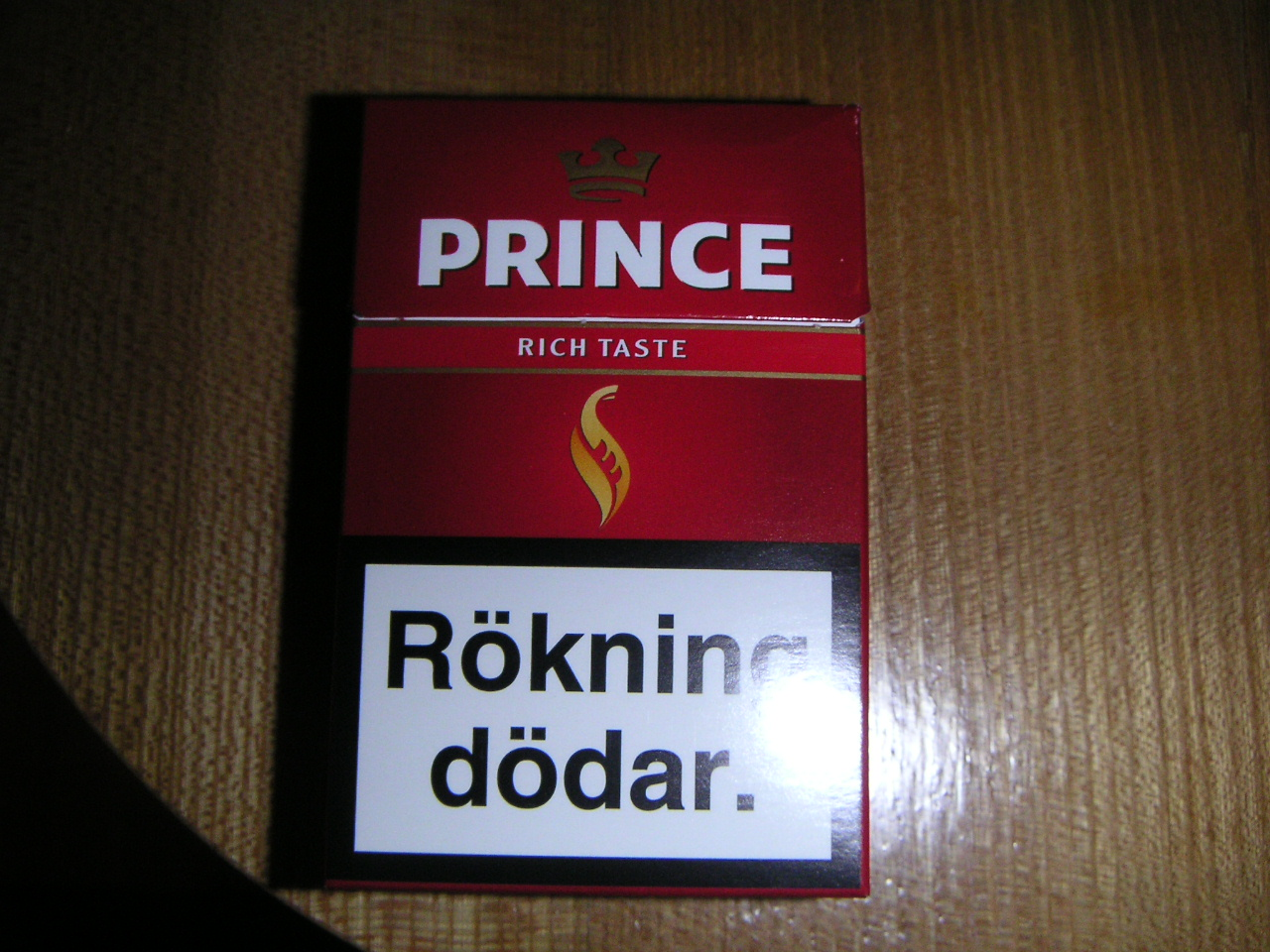
Ett paket Prince Rich Taste.

House of Prince är ett danskt tobaksbolag grundat år 1911.
House of Prince har sina rötter i tobaksbolaget Chr. Augustinus Fabrikker, som grundades år 1750. Det började tillverka cigaretter år 1911. Enligt egen statistik tillverkar bolaget fem miljoner cigaretter om dagen. Bolaget omsätter 12,152 miljoner danska kronor om året.[källa behövs][när?]
År 1961 introducerade de cigarettmärket Prince i Sverige, fyra år efter lanseringen i Danmark, med ett dåvarande sortiment bestående av ett fåtal filtercigaretter. Framgången kom snabbt, och redan 1967 var Prince den mest sålda cigaretten i Sverige.[källa behövs]
House of Prince AB köptes under 2008 upp av världens näst största tobakstillverkare British American Tobacco, och heter numera British American Tobacco Sweden.

## Cigarettmärkenfrån House of Prince
Prince
- Prince Rich Taste
- Prince Mellow Taste (Utgången)
- Prince Rounded Taste
- Prince Golden Taste
- Prince Boost f.d. Menthol Taste
- Prince Highland Taste (Utgången)
- Prince Artic Green (utgången)

Newmore
- Newmore Blue
- Newmore Silver
- Newmore White
- Newmore Menthol

Look
- Look Original
- Look Gold
- Look Silver
- Look Menthol

Rambler
- Rambler Yellow
- Rambler Red

Caines
- Caines Balanced Taste
- Caines Original Taste

Cecil
- Cecil Original

Petterøe's
- Petterøe's Original

Main
- Main Original Taste
- Main Balanced Taste
- Main Menthol Taste

## Snusmärkenfrån House of Prince
Mocca
- Mocca mint
- Mocca anis
- Mocca granatäpple
- Mocca+ Stark Tobakssmak
- Mocca+ Stark Eukalyptus

Granit
- Granit Lös
- Granit Maxi Portion
- Granit Portion
- Granit Vit Portion
- Granit Mini Portion

Metropol
- Metropol Lakritsrot

Retro
- Retro Portion
- Retro Vit Portion